# Kalla kårar (bokserie)
Kalla kårar är en bokserie utgiven av B. Wahlströms bokförlag mellan 1971 och 1984. Serien omfattar 82 böcker och ska inte förväxlas med bokserien Goosebumps (av R.L. Stine) som gavs ut i USA på 90-talet och som i den svenska översättningen också kallades Kalla kårar. 
Böckerna är fristående och skrivna av olika författare med skräck som tema. De blev mycket populära men är numera mest intressanta för samlare av serien. Bok 1-22, undantaget Parasiten, samt Hämnaren ur det förgångna (bok 41) utgavs på nytt i serien Rysare ur Kalla kårar.

## Lista över böckerna i serien
1. Natten har onda ögon, John Christopher, 1971
2. Formlös fasa, C. B. Gilford, 1971
3. Ondskans makt, Curt Siodmak, 1971
4. Namnlös skräck, T.L. Thomas & Kate Wilhelm, 1971
5. Varulven, antologi, 1971
6. Häxnatten, Fritz Leiber, 1971
7. Skräckens klor, antologi, 1972
8. Spindeln, Richard Matheson, 1972
9. Förbannelsen, David Case, 1972
10. Terror utan slut, Peter Saxon, 1972
11. Parasiten, Fredric Brown, 1972
12. Makthjärnan, Frank M. Robinson, 1972
13. Farliga makter, Elisabeth Davies,  1972
14. Salivträdet, antologi,  1972
15. Invasion från djupet, John Wyndham, 1973
16. Den gröna mardrömmen, Jack Finney, 1973
17. Omänsklig fasa, L. Ron Hubbard, 1973
18. Vraket, Elisabeth Davies, 1973
19. Speglad skäck, Robert A. Heinlein, 1973
20. Ondskans gift, Richard Matheson, 1973
21. Styrd av det onda, Robert A. Heinlein, 1973
22. Ett skri ur mörkret, antologi, 1974
23. Den 13:e dockan, Ann Loring, 1974
24. Monster, antologi, 1974
25. Dödens träd, Murray Leinster, 1974
26. Drömmar av fasa, Robert Bloch, 1974
27. Osynlig skräck, Murray Leinster, 1974
28. Råttorna, James Herbert, 1974
29. Datorhjärnan, Jeremy Brent, 1975
30. De kom ur djupet, John Lymington, 1975
31. Varulvarnas natt, Richard Matheson, 1975
32. 8 Skräck-chocker, antologi, 1975
33. Ond natt, Derek Hyde-Chambers, 1975
34. Skriket, John Lymington, 1975
35. De kom om natten, John Lymington, 1975
36. Fem öppna gravar, antologi, 1976
37. Levande mardröm, Brian Ball, 1976
38. Varulvarna, antologi, 1976
39. Den onda kraften, James Herbert, 1976
40. 5 Ruggiga rysare, antologi, 1976
41. Hämnaren ur det förgångna, Graham Masterton, 1976
42. I ondskans klor, antologi, 1977
43. Dödsmolnet, Michael Mannion, 1977
44. I den ondes makt, antologi, 1977
45. Onda tecken, Michael T Hinkemeyer, 1977
46. Krypande fasa, Donald F. Glut, 1977
47. Embryo, Lous Charbonneau, 1977
48. Den onda anden, Graham Masterton, 1978
49. Havsmonster, antologi, 1978
50. Demonen, Graham Masterton, 1978
51. Spindlarna, antologi, 1978
52. Offerlammet, Frank Lauria, 1979
53. Mångalen, antologi, 1979
54. De 13 djävlarna, Graham Masterton, 1979
55. Spökspegeln, antologi, 1979
56. Andarnas hämnd, Graham Masterton, 1979
57. Hemska tankar, antologi, 1980
58. Dödens klor, D. Gunther Wilde, 1980
59. Blodiga fingrar, antologi, 1980
60. Djävulsk mardröm, James R. Montague, 1980
61. Vaxkabinettet, antologi, 1980
62. Krypande skräck, Paul Lalley, 1980
63. Mumien vaknar, antologi, 1981
64. Råttboet, James Herbert, 1981
65. Rabid-Skräckens offer, Richard Lewis, 1981
66. Levande död, William Goldstein, 1981
67. Stel av fasa, John Burke, 1981
68. Nattens terror, Mark Andrews, 1981
69. Skräckens timmar, antologi, 1982
70. Huset vid avgrunden, William Hope Hodgson, 1982
71. Djävulen i träsket, antologi, 1982
72. Ondskans skörd, Bengt-Åke Cras, 1982
73. Gästen från graven, antologi, 1982
74. Djävulsskalbaggen, Richard Lewis, 1982
75. Gravskändaren, antologi, 1982
76. Fasornas ö, Glenn Chandler, 1983
77. Sardonicus, Ray Russel, 1983
78. Mardröm utan slut, Les Simons, 1983
79. Svarta änkan, Gunnar Dahl, 1983
80. Dödens drömmar, David West, 1983
81. Häxan, Dagmar Danielsson, 1983
82. Stingande skräck, Michael R. Linaker, 1984